# Aeroportul Internațional Surgut
Aeroportul Internațional Surgut (IATA: SGC, ICAO: USRR) este un aeroport din Surgut, Districtul autonom Hantî-Mansi, Regiunea Tiumen, Rusia ce deservește zona Surgut. Aeroportul a fost tranzitat în 2021 de 1.843.224 de pasageri. A fost deschis în februarie 1931 și numit după Farman Salmanov⁠(d).
Situat la o altitudine de 61 m, aeroportul dispune de 1 pistă. Este operat de Novaport⁠(d).

## Infrastructură

### Piste
Aeroportul dispune de o singură pistă. Pista are orientarea 07/25.